# Pseudoeurystyles
Pseudoeurystyles é um género botânico pertencente à família das orquídeas (Orchidaceae).